# غلين موراي
غلين موراي (بالإنجليزية: Glenn Murray) مواليد 25 سبتمبر 1983 في إنجلترا، هو لاعب كرة قدم إنجليزي سابق، لعب لعدة أندية إنجليزية يلعب كمهاجم. وأبرز الأندية التي لعب لها هم برايتون أند هوف ألبيون وكريستال بالاس ونادي بورنموث.

## روابط خارجية
- غلين موراي على موقع قاعدة بيانات كرة القدم.إي يو (الإنجليزية)
- غلين موراي على موقع Soccerbase.com (لاعب) (الإنجليزية)
- غلين موراي على موقع Soccerway.com (الإنجليزية)
- غلين موراي على موقع عالم كرة القدم.نت (الإنجليزية)
- غلين موراي على موقع AS.com (الإسبانية)